# Picassos äventyr
Picassos äventyr är en svensk komedifilm från 1978 i regi av Tage Danielsson, som även skrev manuset tillsammans med Hans Alfredson. I huvudrollerna ses Gösta Ekman, Alfredson, Margaretha Krook, Lena Olin, Birgitta Andersson och Lena Nyman. Filmen är en av titlarna i boken Tusen svenska klassiker (2009).

## Handling
Picassos äventyr är en surrealistisk komedi av AB Svenska Ord där man får följa Pablo Picassos liv från vaggan till graven. Underrubrik till filmen är "Tusen kärleksfulla lögner".
Pablo Picasso växer upp i Spanien under fattiga förhållanden, men han är extremt konstnärligt begåvad och kommer att skickas fram och tillbaka mellan Madrid och Paris för att utveckla sin talang. Det är en lång väg till rikedom och berömmelse, men när Picasso väl nått dit vill han bara bort från eländet.

## Bakgrund
Hasse och Tage hade i många år talat om att göra en påhittad biografi över en känd person. En första idé var att den skulle handla om Mozart, men om än både omväxlande och innehållsrikt ansågs hans liv vara för kort för att vara passande. Man var därefter inne på tanken att göra en film om världens mest kända människors hemligheter innan man fastnade för Pablo Picasso som den ideala huvudpersonen. Idéerna till filmen föddes under pauser då de spelade revyn Svea Hund och ofta var Gösta Ekman med i diskussionerna. Man funderade på att förverkliga en gammal idé om att göra en stumfilm, men tyckte det var tråkigt med en film utan tal och kom då på idén med en påhittad dialog som språkligt inte betyder något utan bara påminner om ett riktigt språk. Arbetsnamnet på filmen var länge Äventyret är mitt liv och hade även undertiteln Tusen kärleksfulla lögner om Pablo Picasso.

## Mottagande
Filmen blev en stor publikframgång och var den mest sedda svenska filmen genom tiderna tills Repmånad kom året därpå. Kritikermottagandet var emellertid inte odelat positivt. Förhoppningar om att filmen skulle bli en internationell framgång infriades inte då den inte alls förstods i länder som Frankrike och USA, däremot blev den en stor succé i Ungern där den visades i tre år på samma biograf i Budapest.
Filmen bearbetades 2003 till en teaterpjäs i Ungern med ungerska skådespelare; Picasso kalandjai. Hans Alfredson, som var involverad i filmen, såg pjäsen och var nöjd över resultatet.

## Rollista (i urval)
- Gösta Ekman – Pablo Picasso
- Hans Alfredson – Don José
- Margaretha Krook – Doña Maria

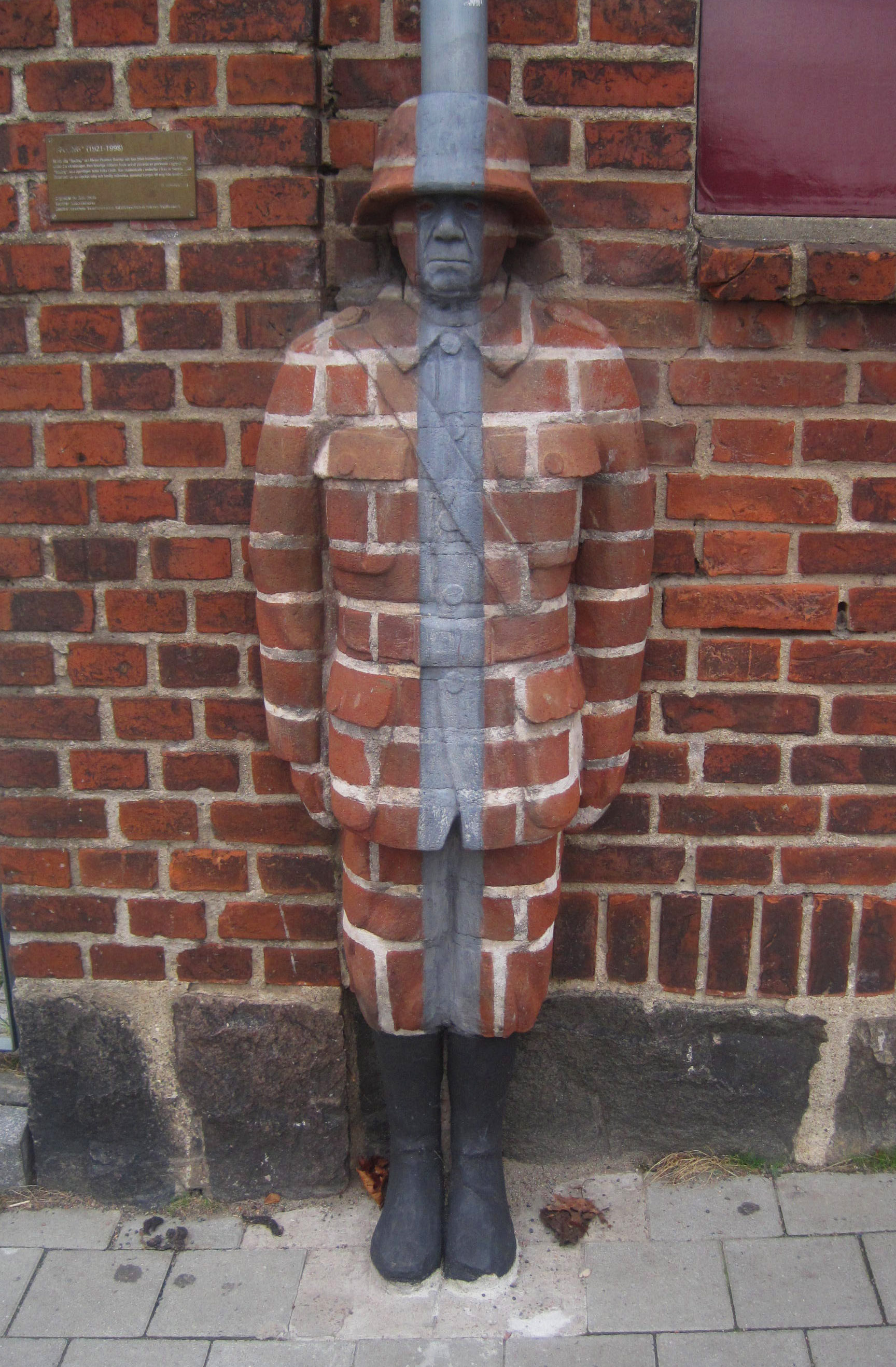
Folke Lindhs rollfigur som kamouflerad tysk soldat finns numera som staty, uppförd av konstnär Anders Hellström, utanför Hasse och Tage-museet i Tomelilla.

- Lena Olin – Dolores som ung / Den äldre Dolores dotterdotter
- Bernard Cribbins – Gertrude Stein
- Wilfrid Brambell – Alice B. Toklas
- Lennart Nyman – Henri Rousseau
- Per Oscarsson – Guillaume Apollinaire
- Elisabeth Söderström – Mimi
- Gösta Winbergh – Picassos sångröst
- Birgitta Andersson – Ingrid Svensson-Guggenheim
- Magnus Härenstam – Adolf Hitler
- Sune Mangs – Winston Churchill
- Lena Nyman – Sirkka
- Märta-Stina Danielsson – Fal kvinna
- Yngve Gamlin – Sergej Djagilev
- Lisbeth Zachrisson – Olga
- Per Gedin – Rembrandt
- Gunilla Alfredson – Jenny Nyström
- Per Åhlin – Georges Braque
- Rolv Wesenlund – Edvin Grieg (elektriker)
- Lasse Pöysti – Sirkkas far
- Birgitta Ulfsson – Sirkkas mor
- Hjördis Petterson – Dolores som gammal
- Bengt-Olof Landin – präst
- Lars-Åke von Vultée – Erik Satie
- Olle Ljungberg – Ernest Hemingway
- Toivo Pawlo – Speaker, "Elsa Beskow"
- Stellan Sundahl – fransk polis
- Sven Lindberg – Albert Schweitzer
- Folke Lindh – tysk soldat
- Bengt Brunskog – en gatsopare[5]

## Produktion
Filmen spelades till stor del in i Tomelilla,, som får föreställa metropoler som exempelvis Paris, London och New York.
Filmen saknar vanlig dialog; i stället berättas handlingen av "Elsa Beskow", det vill säga Toivo Pawlos röst. Toivo Pawlo medverkar däremot inte i bild. Den dialog som förs är ett sammelsurium av ord, baserade på språket i det land som för tillfället är aktuellt. En utskällning på italienska kunde lyda "Mortadella mondial". När Picassos far tjänstgör under nazisterna som officer med graden "Hauptbahnhof" (centralstation) lyder hans hälsningsfras "Halvliter!". Sången som Sirkka (Lena Nyman) sjunger om och om igen, är egentligen ett recept på maträtten kalakukko på finska.
Picassos äventyr blev Hans Alfredsons och Tage Danielssons sista gemensamma filmprojekt.

### Distribution
Filmen hade svensk premiär 20 maj 1978 på biografen Röda Kvarn i Stockholm.
Picassos äventyr har visats i SVT vid ett flertal tillfällen, bland annat 1993, 1998, 2000, 2018, 2023 och i januari 2025.